# 安城市立安祥中学校
安城市立安祥中学校（あんじょうしりつ あんしょうちゅうがっこう）は、愛知県安城市安城町にある公立中学校。

## 概要
- 安城市立安城南部小学校校区の一部、安城市立祥南小学校校区、安城市立安城東部小学校校区の一部の生徒が通学する[1]。
- 校名は、安城の旧名「安祥」に因む。

## 沿革
- 1981年（昭和56年）4月 - 安城市立安城南中学校から分離し開校。

## 交通アクセス
- 名鉄西尾線碧海古井駅下車、徒歩約8分。
- あんくるバス安祥線、桜井線「安祥福祉センター」バス停より徒歩約5分。

## 出身者
- オカダ・カズチカ[2]

## 周辺施設
- 安城市立安城南中学校
- 安城市立祥南小学校
- 安城市立安城南部小学校
- 安城市立錦町小学校
- 愛知学泉大学附属幼稚園
- 安城更生病院
- 秋葉公園
- 安祥福祉センター
- 安祥城址
- 名鉄西尾線碧海古井駅